# Drašča vas
Drašča vas – wieś w Słowenii, w gminie Žužemberk. W 2018 roku liczyła 81 mieszkańców.